# Dalurband
Dalurband è una suddivisione dell'India, classificata come census town, di 14.978 abitanti, situata nel distretto di Bardhaman, nello stato federato del Bengala Occidentale. In base al numero di abitanti la città rientra nella classe IV (da 10.000 a 19.999 persone).

## Geografia fisica
La città è situata a 23° 42' 35 N e 87° 15' 21 E.

## Società

### Evoluzione demografica
Al censimento del 2001 la popolazione di Dalurband assommava a 14.978 persone, delle quali 8.438 maschi e 6.540 femmine. I bambini di età inferiore o uguale ai sei anni assommavano a 1.904, dei quali 973 maschi e 931 femmine. Infine, coloro che erano in grado di saper almeno leggere e scrivere erano 8.823, dei quali 5.722 maschi e 3.101 femmine.